# Zyprischer Fußballpokal 2022/23
Der Zyprische Fußballpokal 2022/23 war die 81. Austragung des zyprischen Pokalwettbewerbs. Er wurde vom zyprischen Fußballverband ausgetragen. Pokalsieger wurde Titelverteidiger Omonia Nikosia. Der Sieger erhält einen Startplatz in der UEFA Europa Conference League 2023/24.

## Modus
Die Begegnungen der 1. bis 2. Runde sowie das Finale wurden in einem Spiel ausgetragen. Bei unentschiedenem Ausgang gab es eine Verlängerung von zweimal 15 Minuten und gegebenenfalls ein Elfmeterschießen. Die Begegnungen im Viertel- und Halbfinale wurden in Hin- und Rückspiel ausgetragen. Bei Torgleichheit entschied zunächst die Anzahl der auswärts erzielten Tore, danach eine Verlängerung und falls erforderlich ein Elfmeterschießen.

## Teilnehmer
Es nahmen nur Mannschaften der ersten beiden Ligen teil.
| First Division (14) | First Division (14) | Second Division (11)                                                                                              | Second Division (11)                                                                       |
| --- | --- | --- | ------------------------------------------------------------------------------------------ |
| - AEK Larnaka 1 - AEL Limassol - Akritas Chlorakas - Anorthosis Famagusta - APOEL Nikosia - Apollon Limassol 1 - Aris Limassol 1 | - Doxa Katokopia - Enosis Neon Paralimni - Karmiotissa FC - Nea Salamis Famagusta - Olympiakos Nikosia 1 - Omonia Nikosia 1 - Paphos FC | - AEZ Zakakiou - ENY Digenis Ypsonas - Ermis Aradippou - Ethnikos Achnas 1 - Olympias Lympion - Omonia 29is Maiou | - Othellos Athienou - Peyia 2014 - PAEEK Kyrenia - PO Achyronas-Onisilos - PO Xylotymbou 1 |

## 1. Runde
In dieser Runde traten 9 Teams der Second Division und 9 Teams der First Division an.
|                       | Ergebnis  |                      |
| --------------------- | --------- | -------------------- |
| Othellos Athienou     | 1:3       | Doxa Katokopia       |
| AEZ Zakakiou          | 0:3       | Paphos FC            |
| AEL Limassol          | 1:0       | Ermis Aradippou      |
| PO Achyronas-Onisilos | 0:3       | APOEL Nikosia        |
| Nea Salamis Famagusta | 3:1 n. V. | Peyia 2014           |
| Enosis Neon Paralimni | 4:1       | Olympias Lympion     |
| Akritas Chlorakas     | 1:0       | Omonia 29is Maiou    |
| Karmiotissa FC        | 3:2       | Akritas Chlorakas    |
| PAEEK Kyrenia         | 1:4       | Anorthosis Famagusta |

## 2. Runde
In dieser Runde stiegen weitere 2 Vereine der Second Division und 5 Vereine der First Division ein.
|                       | Ergebnis              |                       |
| --------------------- | --------------------- | --------------------- |
| PO Xylotymbou         | 0:2                   | Olympiakos Nikosia    |
| Omonia Nikosia        | 2:1                   | Karmiotissa FC        |
| AEL Limassol          | 0:0 n. V. (5:4 i. E.) | Apollon Limassol      |
| Nea Salamis Famagusta | 4:0                   | AEK Larnaka           |
| Doxa Katokopia        | 5:1                   | Ethnikos Achnas       |
| Paphos FC             | 3:1                   | Akritas Chlorakas     |
| APOEL Nikosia         | 4:2                   | Aris Limassol         |
| Anorthosis Famagusta  | 0:0 n. V. (4:3 i. E.) | Enosis Neon Paralimni |

## Viertelfinale
Die Viertelfinalrunden fanden vom 14. Februar 2023 bis zum 2. März 2023 statt.
|                    | Gesamt |                       | Hinspiel | Rückspiel |
| ------------------ | ------ | --------------------- | -------- | --------- |
| AEL Limassol       | 2:1    | Nea Salamis Famagusta | 1:0      | 1:1       |
| Doxa Katokopia     | 2:5    | Paphos FC             | 1:4      | 1:1       |
| Omonia Nikosia     | 3:2    | APOEL Nikosia         | 1:2      | 2:0       |
| Olympiakos Nikosia | 3:2    | Anorthosis Famagusta  | 2:1      | 1:1       |

## Halbfinale
Die Halbfinalrunden fanden am 5. und 6. April 2023, sowie am 26. April 2023 statt.
|                    | Gesamt |                | Hinspiel | Rückspiel |
| ------------------ | ------ | -------------- | -------- | --------- |
| Olympiakos Nikosia | 0:1    | AEL Limassol   | 0:0      | 0:1       |
| Paphos FC          | 2:4    | Omonia Nikosia | 1:1      | 1:3       |

## Finale
| Paarung        | AEL Limassol – Omonia Nikosia |
| Ergebnis       | 0:1 (0:0) |
| Datum          | 24. Mai 2023 |
| Stadion        | GSP-Stadion, Nikosia |
| Zuschauer      | 19.076 |
| Schiedsrichter | Szymon Marciniak ( Polen) |
| Tore           | 0:1 Karim Ansarifard (85.) |
| AEL Limassol   | Muriel – Stylianos Panteli (65. Kevin Mirallas), Sébastien Dewaest, André Teixeira , Djalma Silva – Slobodan Medojević, Javier Mendoza (90.+1' Fedor Černych), Davor Zdravkovski – Evangelos Andreou (90.+1' Aaron Tshibola), Nicolae Milinceanu (65. Jared Khasa), Andreas Makris Cheftrainer: Christos Charalabous                                 |
| Omonia Nikosia | Fabiano Ribeiro – Adam Matthews, Héctor Yuste, Nikolas Panayiotou, Jan Lecjaks – Loizos Loizou (90+1' Nemanja Miletić), Mix Diskerud (57. Fouad Bachirou), Ioannis Kousoulos , Panagiotis Zachariou (57. Fotis Papoulis) – Karim Ansarifard (90.+1' Charalampos Charalampous), Andronikos Kakoullis (73. Roman Besus) Cheftrainer: Sofronis Avgousti |
| Gelbe Karten   | Stylianos Panteli, Davor Zdravkovski – Panagiotis Zachariou |